# Новое Мамангино
Новое Мамангино (мокш. Од Маманя) — село, центр сельской администрации в Ковылкинском районе. Население 262 чел. (2001), в основном мордва-мокша.
Расположено на речке Авцыляй, в 28 км от районного центра и железнодорожной станции Ковылкино. Название-антропоним тюркского происхождения: от имени Мама (Мамай) с мокшанского топоформантом нга-. В «Списке населённых мест Пензенской губернии» (1869) Новое Мамангино — деревня казённая из 52 дворов (401 чел.) Краснослободского уезда. По переписи 1913 г., Новое Мамангино — село казённое из 98 дворов (763 чел.); 35 жителей владели грамотой. В селе были церковно-приходская школа, хлебозапасный магазин, маслобойня, 2 поташных завода, торговая лавка. В 1936 г. был образован колхоз «Од эряф» («Новая жизнь»), с 1954 г. — отделение совхоза «Мамолаевский», с 2000 г. — подсобное хозяйство ОАО «Мордовагровод». В современном селе — основная школа, библиотека, клуб, магазин, фельдшерско-акушерский пункт, отделение связи. В Новомамангинскую сельскую администрацию входят д. Колычёвка (7 чел.) и пос. Первомайский (3 чел.). Возле села — стоянка эпохи неолита.

## Источник
- Энциклопедия Мордовия, А. А. Ксенофонтова.